# David Bisconti
David Bisconti (n. 22 septembrie 1968, Rosario, Provincia Santa Fe, Argentina) este un fost fotbalist argentinian.
În 1991, Bisconti a jucat 5 meciuri pentru echipa națională a Argentinei.

## Statistici
| Argentina | Argentina | Argentina |
| An        | Meciuri   | Goluri    |
| --------- | --------- | --------- |
| 1991      | 5         | 1         |
| Total     | 5         | 1         |